# Knetmasse
Als Knetmasse (umgangssprachlich: Knete, Knetgummi), Modelliermasse oder Plastilin werden leicht verformbare, ton- oder wachsähnliche Massen bezeichnet. Sie können nach ihrem Anwendungsbereich (Spielen, Modellieren, Reparaturen u. a.), ihrer Art des Aushärtens und nach den jeweiligen Grundstoffen unterschieden werden.
Es gibt:
- nicht härtende und nicht trocknende Massen mit Ölen, Wachsen oder Polymeren als Bindemittel (z. B. wiederverwendbare Kinder-Knetmasse),
- an der Luft trocknende Massen, etwa wenn Zucker, Mehl, Stärke oder Kleister als Bindemittel verwendet werden,
- bei Abkühlung fest werdende Massen, mit Zucker oder Wachs als Bindemittel,
- bei Erhitzung wasserfest aushärtende Massen wie Ton, Porzellanerde und Fimo, sowie
- an der Luft wasserfest aushärtende Massen, mit Bindemitteln wie Gips, Kunstharz oder Leinöl (Fensterkitt); diese werden allgemein auch als Kitt bezeichnet.

Nicht zu den Knetmassen im eigentlichen Sinne zählen glibbrige Massen (Gel, Slime), die überwiegend aus Wasser und Verdickungsmitteln oder Geliermitteln bestehen und kaum Füll- bzw. Feststoffe enthalten.
Auch „Hüpfender Kitt“ („Hüpfknete“, engl. Silly Putty bzw. Bouncing Putty) der auch „Intelligente Knete“ bzw. „Thinking Putty“ (deutsch: „Denkende Knete“) genannt wird, lässt sich nicht wie übliche Knetmasse verformen. Aufgrund der dilatanten Eigenschaften hat Hüpfknete bei hoher Belastung eine hohe Viskosität und bei geringer Belastung eine niedrige. Dadurch hüpft das Material, wenn es auf den Boden geworfen wird, und kann bei einem harten Stoß spröde zerbrechen. Unbelastet hingegen zerfließt das Material. Im Gegensatz zu anderen dilatanten Materialien besitzt Silly Putty eine Deborah-Zahl in der Größenordnung von 1.

## Anwendungsbereiche

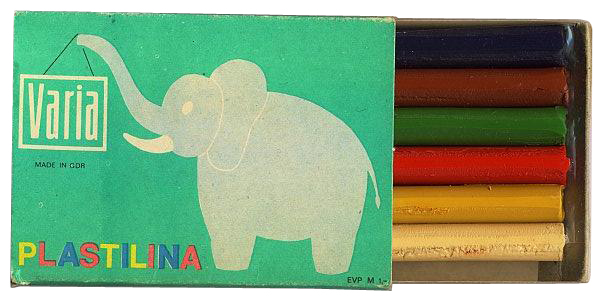
Plastilina-Knetmasse

### Kinder-Knete
Früher wurde zum spielerischen Kneten entweder Ton oder Salzteig verwendet, die jedoch innerhalb von Stunden oder Tagen austrockneten und zur Wiederverwendung mühsam aufbereitet werden mussten.
Bei den heute erhältlichen Knetmassen (umgangssprachlich Knete, Knetgummi) wird das Aushärten durch Zusatzstoffe verzögert, etwa mit Kartoffelstärke, Kaolin oder Wachsen. Als Füllstoff wird oft Kreide zugesetzt. Zum Spielen verwendete Knetmasse ist unschädlich für die Haut, aber nicht zum Verzehr geeignet. Essknete ist eine aus einer Backmischung hergestellte Knetmasse, die zum Verzehr geeignet ist.
Eine Besonderheit ist Knetmasse aus Wachs, die mit zunehmender Erwärmung besser formbar wird und bei Verwendung von Bienenwachs einen angenehmen Geruch verströmt. Es werden auch Massen angeboten, die durch Trocknung oder Brand im Ofen gehärtet werden können.
In den Vereinigten Staaten ist Knetmasse unter dem Markennamen Play-Doh bekannt, wird aber in US-amerikanischen Kindergärten oft auch selbst hergestellt.

### Modellieren, Basteln, Kunst
ModelliermassenSind oftmals aushärtend oder werden durch Erwärmung hart. Hierzu zählt im weiteren Sinne auch Ton, der jedoch sehr hohe Brenntemperaturen benötigt. Salzteig und Kaltporzellan können auch ohne Erwärmung sehr hart werden. Salzteig, Kaltporzellan und helle Tonerden können durch Pigmente eingefärbt werden.
PlastisolIst aus PVC-Partikeln und Weichmacher, der u. a. als Fimo vermarktet wird, härtet im Backofen aus. Model Magic Fusion, ein Produkt des Buntstiftherstellers Crayola, ist ein extrem leichtes, an der Luft trocknendes und aushärtendes Knetmaterial. Foam Putty, das in den USA u. a. unter dem Markennamen Floam gehandelt wird, besteht aus winzigen, aneinander haftenden Perlen.
KnetwachseHärten in der Regel nicht, sind jedoch ohne weitere Zusätze bei Zimmertemperatur schwer formbar. Sie werden daher oft abtragend bearbeitet und zum Erstellen von künstlerischen (Guss-)Modellen sowie im Designbereich verwendet.

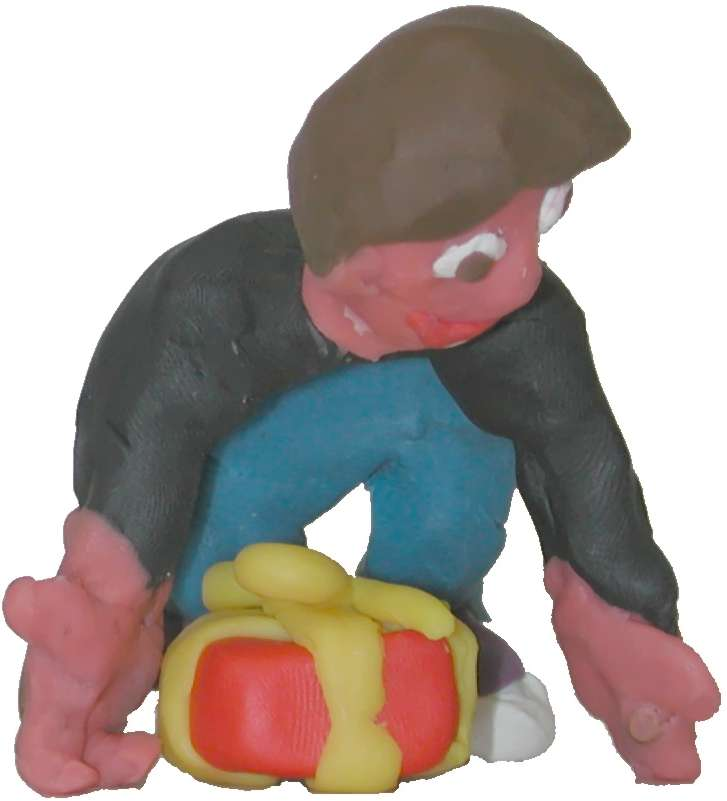
Eine aus Plastilin modellierte Figur

Plastilin Ist eine kittartige Masse zum Modellieren. Im deutschsprachigen Raum gilt der Münchner Apotheker Franz Kolb als Erfinder des ab 1880 unter der Bezeichnung „Kunst-Modellierthon“ angebotenen Materials. Plastilin wird heute bevorzugt in Stop-Motion-Animationen verwendet. Die Technik der Herstellung von Trickfilmen mit Plastilinfiguren wird als Knetanimation (englisch Claymation) bezeichnet. In einigen Computerspielen beruhen Grafiken und Texturen auf Photographien von Modellen aus Knetmasse. Auch im Modellbau wird Plastilin eingesetzt. Hier arbeitet man oft mit dem härteren Clay.
In den siebziger Jahren wurden auf den Titelbildern der Zeitschrift Pardon häufig groteske Politikerporträts aus Plastilin gezeigt.
Im englischsprachigen Raum ist das Material unter dem Namen „Plasticine“ bekannt, das 1897 vom Engländer William Harbutt entwickelt wurde.
KaltporzellanDamit wird mitunter eine feine weiße Modelliermasse für filigrane Arbeiten auf Basis von Stärke und Leim bezeichnet, die an der Luft trocknet. Als Basis können etwa 125 ml Holzleim und 70 g Speisestärke mit dem Küchenmixer zusammengemischt werden. Der Zusatz von einem Teelöffel CMC (E 466), das auch als Verdickungs- und Bindemittel in Blütenpaste verwendet wird, sowie von Glycerin oder feinen Fasern kann die Eigenschaften verbessern.

### Abdichtung und Reparaturen
Im handwerklichen Bereich werden Kitt, Knet- und Dichtmassen eingesetzt, um Werkstücke miteinander zu verkleben, deren Kontaktflächen größere Fehlstellen aufweisen. Auch können Löcher und Spalten aufgefüllt und die Oberfläche passend anmodelliert werden.
Die im Handel unter anderem als Power-Knete bezeichneten Produkte bestehen oftmals aus zwei Komponenten (meist Epoxidharze), die miteinander verknetet werden und anschließend aushärten. Die Masse kann nach dem Aushärten ähnlich wie Holz bearbeitet werden.
Ähnliche Massen, die sich besonders zum flächigen Auftrag auf einer Oberfläche eignen, werden als Spachtelmasse bezeichnet.

### Haft- und Reinigungspasten
Haft- und Reinigungspasten sind kittähnliche Stoffe und Zubereitungen, meist aus einer Silikonmasse, die mit einer besonders eingestellten Adhäsion für Reinigungsarbeiten, z. B. bei Uhren und anderen sehr kleinen und empfindlichen Mechaniken verwendet werden. Derartige Pasten können neben winzigen Mechanikteilen (bei Montage/Demontage/Reparatur) auch sehr kleine Schmutzpartikel wie z. B. Staubkörner aufnehmen. Sie können so eine Pinzette ersetzen. Selbst Fingerabdrücke und Ölflecken können beseitigt werden. Eine knetartige Masse wird unter dem Namen Typutz auch als Typenreiniger bei Schreibmaschinen eingesetzt.
Andere Haftpasten werden in der Fotografie eingesetzt, um Kleinteile für den Aufbau eines „Sets“ zu positionieren und sicher am Ort zu fixieren, ohne dass Schäden am Objekt entstehen. Sie sind oft einfärbbar, um sie der Aufnahme anzupassen.
Eine Autoknete entfernt jegliche spürbare Verschmutzungen auf dem Lack, den Scheiben und anderen sehr glatten Flächen. Auch Baumharz oder Farbnebel lassen sich mithilfe einer Lackknete in der Regel rückstandslos entfernen. Insbesondere vor dem Polieren eines Autolackes kommt seit jüngerer Zeit Knetmasse zusammen mit einem Gleitmittel zum Einsatz.

## Pädagogischer und therapeutischer Wert des Knetens
Die Verwendung der Knete im Spiel ist von besonderem pädagogischem Wert. Das Formen regt die Kreativität an. Es ist für Kinder ab dem zweiten Lebensjahr wichtig, sensorische Fähigkeiten durch Ertasten, Umformen und Zerteilen zu schulen. Das Kneten fördert dabei auch die Motorik. Bei älteren Kindern wird eher die Wahrnehmung, Vorstellungskraft und Kreativität gefördert. Der Farbraum der Knete ist auf Kinder zugeschnitten: Es sind vorwiegend kräftige Farben vertreten.
Erfolgreich wird Knete in der Therapie bei Kindern eingesetzt, die unter Sprachstörungen oder Motorikstörungen leiden. Daneben wird Knete auch zur Erwachsenen-Therapie eingesetzt, z. B. nach Hand- oder Handgelenksoperationen oder rheumatischen Beschwerden.

## Trivia

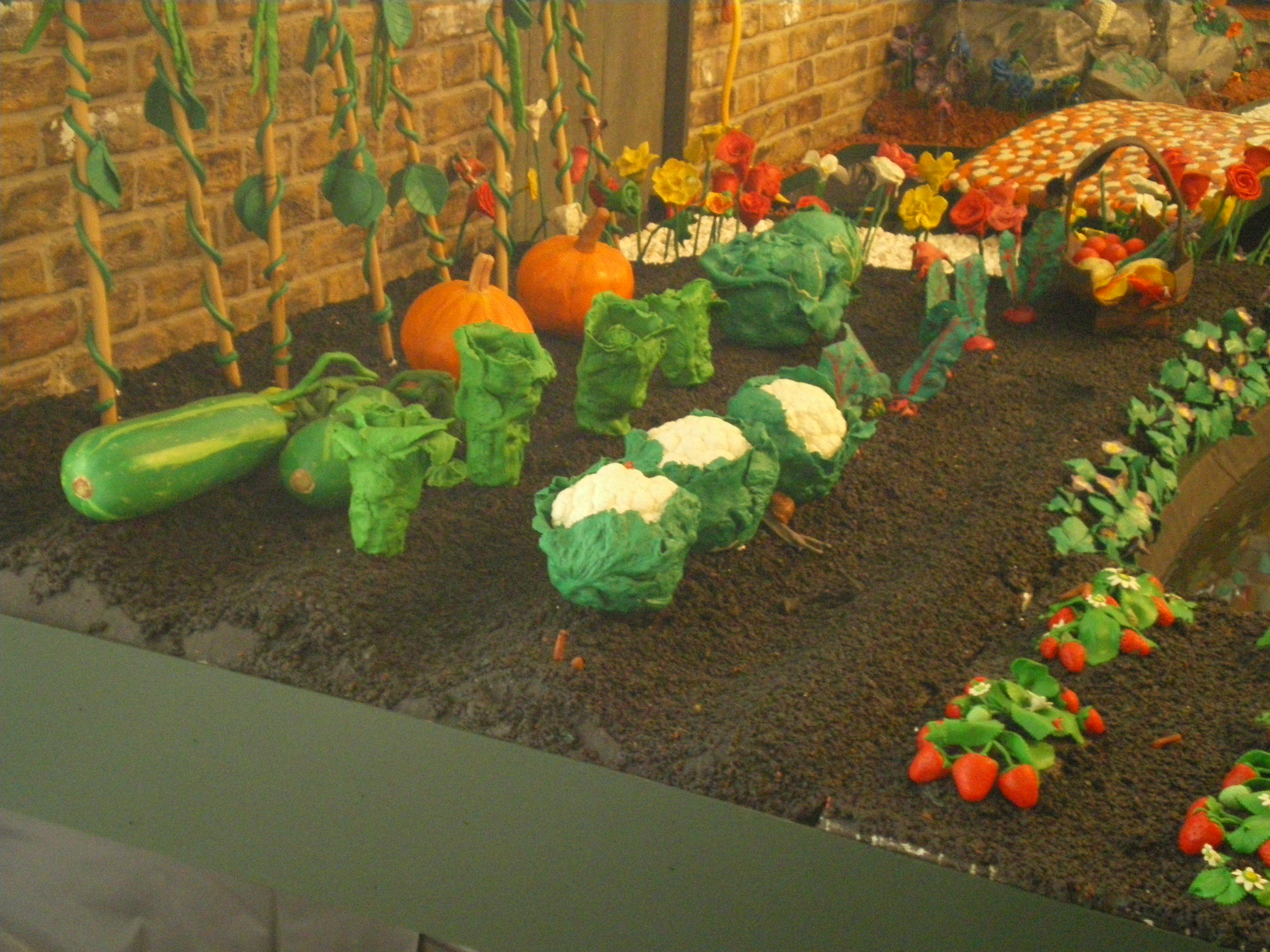
Von James May im Rahmen der Chelsea Flower Show geschaffenes Gemüsebeet aus Plastilinelementen

- James May legte 2008 auf der Chelsea Flower Show einen Garten an, der allein aus Knetmasse bestand, und erhielt einen speziellen Knetgummipreis.[5]
- Bei manchen Gesellschaftsspielen, wie Barbarossa und die Rätselmeister und Cranium, verwenden die Spieler Knetmasse, um daraus Dinge zu formen, die erraten werden müssen.